# Бангкок Юнайтед
Бангкок Юнайтед (тай. สโมสรฟุตบอล แบงค็อก ยูไนเต็ด) — тайський футбольний клуб, що базується в місті Патумтані, заснований 1988 року.

## Історія

### Бангкокський університет (1988—2009)
Клуб був створений в 1988 році під назвою «Бангкокський університет» як команда для студентів в університету. Клуб пройшов шлях від провінційного футболу до тайської Прем'єр-Ліги, куди вперше вийшов у 2003 році.
2006 року команда вперше в історії стала чемпіоном Таїланду, що також дозволило команді дебютувати у Лізі чемпіонів АФК. Там у турнірі 2007 року команда не здобула жодної перемоги у груповому етапі (3 нічиї і 3 поразки) і зайняла останнє місце у групі.

### 2009– початок нової ери
На початку сезону 2009 року, клуб змінив свою назву на «Бангкок Юнайтед», підписавши партнерську угоду з адміністрацією Бангкока відповідно до нових правил Футбольної асоціації Таїланду, за якими всі команди у вищому дивізіоні повинні бути зареєстровані у формі товариства з обмеженою відповідальністю.

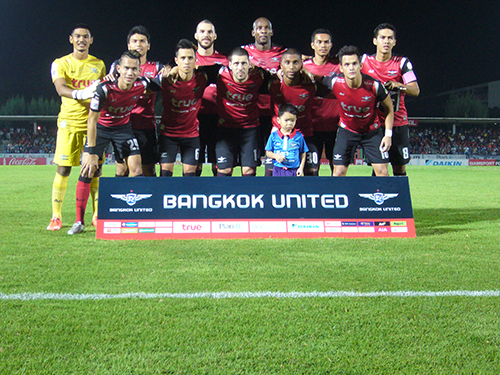
«Бангкок Юнайтед» у 2015 році.

Після зміни назви клуб переїхав на нову арену — Тайсько-японський стадіон, що вміщував 10,320 глядачів. Втім у тому ж сезоні «Бангкок Юнайтед» дивом уникнув вильоту з тайські Прем'єр-ліги, але вже наступного року зайняв передостаннє 15-те місце і таки вилетів з еліти.
Провівши два сезони у другому дивізіоні, з 2013 року «Бангкок Юнайтед» знову став виступати у вищому дивізіоні, поступово покращуючи свої позиції і у 2016 та 2018 роках став віце-чемпіоном Таїланду, а 2017 року став бронзовим призером.
З 2015 року виступає на стадіоні «Таммасат».

## Статистика за сезонами
| Сезон   | Ліга               | Ліга | Ліга | Ліга | Ліга | Ліга | Ліга | Ліга | Ліга | Ліга | Кубок Таїланду | Кубок ліги | Кубок Короля | АФК             | Найкращий бомбардир | Найкращий бомбардир |
| Сезон   | Division           | І    | В    | Н    | П    | ГЗ   | ГП   | РГ   | О    | М    | Кубок Таїланду | Кубок ліги | Кубок Короля | АФК             | Ім'я                | Голів               |
| ------- | ------------------ | ---- | ---- | ---- | ---- | ---- | ---- | ---- | ---- | ---- | -------------- | ---------- | ------------ | --------------- | ------------------- | ------------------- |
| 2002–03 | ↑ Дивізіон 1 (2)   | Н/Д  | Н/Д  | Н/Д  | Н/Д  | Н/Д  | Н/Д  | Н/Д  | Н/Д  | 1    | —              | Н/Д        | —            | —               | Н/Д                 | Н/Д                 |
| 2003–04 | Прем'єр-ліга (1)   | 18   | 9    | 4    | 5    | 26   | 22   | 4    | 31   | 4    | —              | Н/Д        | —            | —               | Н/Д                 | Н/Д                 |
| 2004–05 | Прем'єр-ліга (1)   | 18   | 5    | 7    | 6    | 16   | 21   | –5   | 22   | 7    | —              | Н/Д        | —            | —               | Н/Д                 | Н/Д                 |
| 2006    | Прем'єр-ліга (1)   | 22   | 11   | 6    | 5    | 25   | 17   | 8    | 39   | 1    | —              | Н/Д        | —            | —               | Убон Кайкаев        | 7                   |
| 2007    | Прем'єр-ліга (1)   | 30   | 14   | 5    | 11   | 39   | 36   | 3    |      | 4    | —              | Н/Д        | —            | Груповий етап   | Кіттісак Сіріван    | 8                   |
| 2008    | Прем'єр-ліга (1)   | 30   | 9    | 8    | 13   | 28   | 36   | –8   | 35   | 10   | —              | Н/Д        | —            | —               | Сурія Домтайсонг    | 8                   |
| 2009    | Прем'єр-ліга (1)   | 30   | 5    | 15   | 10   | 24   | 34   | –10  | 30   | 13   | 1/4 фіналу     | Н/Д        | —            | —               | Убон Кайкаев        | 4                   |
| 2010    | ↓ Прем'єр-ліга (1) | 30   | 5    | 9    | 16   | 25   | 52   | –27  | 24   | 15   | 4 раунд        | 1/4 фіналу | —            | —               | Саріф Сайнуй        | 5                   |
| 2011    | Дивізіон 1 (2)     | 34   | 15   | 6    | 13   | 54   | 49   | 5    | 51   | 6    | 2 раунд        | 1 раунд    | —            | —               | Ромен Гасмі         | 13                  |
| 2012    | ↑ Дивізіон 1 (2)   | 34   | 23   | 5    | 6    | 57   | 29   | 28   | 74   | 3    | 3 раунд        | 1 раунд    | —            | —               | Ромен Гасмі         | 17                  |
| 2013    | Прем'єр-ліга (1)   | 32   | 8    | 7    | 17   | 38   | 61   | –23  | 31   | 13   | 4 раунд        | 1 раунд    | —            | —               | Сомпонг Солеб       | 9                   |
| 2014    | Прем'єр-ліга (1)   | 38   | 15   | 9    | 14   | 55   | 56   | –1   | 54   | 8    | 1/4 фіналу     | 1 раунд    | —            | —               | Ромен Гасмі         | 12                  |
| 2015    | Прем'єр-ліга (1)   | 34   | 16   | 9    | 9    | 59   | 47   | 12   | 57   | 5    | 1 раунд        | 2 раунд    | —            | —               | Драган Бошкович     | 13                  |
| 2016    | Прем'єр-ліга (1)   | 31   | 26   | 2    | 3    | 72   | 36   | 36   | 75   | 2    | 1 раунд        | 1/4 фіналу | —            | —               | Драган Бошкович     | 20                  |
| 2017    | Тай-ліга 1 (1)     | 34   | 21   | 3    | 10   | 97   | 57   | 40   | 66   | 3    | Фінал          | 2 раунд    | —            | Попередній етап | Драган Бошкович     | 38                  |
| 2018    | Тай-ліга 1 (1)     | 34   | 21   | 8    | 5    | 68   | 36   | 32   | 71   | 2    | 1 раунд        | 2 раунд    | —            | —               | Робсон              | 14                  |

## Виступи на міжнародній арені
| Сезон | Турнір         | Раунд           | Результати    | Клуб                 | Місце                   | Бомбардир            | Тренер            |
| ----- | -------------- | --------------- | ------------- | -------------------- | ----------------------- | -------------------- | ----------------- |
| 2007  | Ліга чемпіонів | Груповий етап   | 0-0           | «Чоннам Дрегонз»     | Бангкок, Таїланд        |                      | Сомчай Субпхерм   |
| 2007  | Ліга чемпіонів | Груповий етап   | 1-1           | «Кавасакі Фронтале»  | Кавасакі, Японія        | Suriya Domtaisong    | Сомчай Субпхерм   |
| 2007  | Ліга чемпіонів | Груповий етап   | 0-0           | «Арема»              | Бангкок, Таїланд        |                      | Сомчай Субпхерм   |
| 2007  | Ліга чемпіонів | Груповий етап   | 0-1           | «Арема»              | Маланг, Індонезія       |                      | Сомчай Субпхерм   |
| 2007  | Ліга чемпіонів | Груповий етап   | 2-3           | «Чоннам Дрегонз»     | Кваньян, Південна Корея | Siriwaen, Pancharoen | Сомчай Субпхерм   |
| 2007  | Ліга чемпіонів | Груповий етап   | 1-2           | «Кавасакі Фронтале»  | Бангкок, Таїланд        | Ekkaphan Petvises    | Сомчай Субпхерм   |
| 2017  | Ліга чемпіонів | Попередній етап | 1-1(4-5 пен.) | «Джохор Дарул Тазім» | Ратхум Тхані, Таїланд   | Jaycee John          | Алешандре Пелкінг |
| 2019  | Ліга чемпіонів | Попередній етап |               | «Ханой T&T»          | Ратхум Тхані, Таїланд   |                      | Алешандре Пелкінг |

## Тренери
| Назва                      | Період                      | Досягнення       |
| -------------------------- | --------------------------- | ---------------- |
| Сомчай Субпхерм            | 2001-2009                   | Чемпіон Таїланду |
| Воракорн Вічанаронг        | 2010                        |                  |
| Прапол Понгпаніч           | 2010 – жовтень 2011         |                  |
| Сувароч Апіватварачай      | Жовтень 2011 – Січень 2012  |                  |
| Сасом Побпрасерт           | Січень 2012 – 2014          |                  |
| Руй Бенту                  | Січень 2014 – Квітень 2014  |                  |
| Таватчай Дамронг-Онгтракул | Квітень 2014 – Червень 2014 |                  |
| Алешандре Пелкінг          | Червень 2014 –              |                  |

## Досягнення
- Чемпіонат Таїланду

 Переможець (1): 2006
 Віце-чемпіон (3): 2016, 2018, 2022-23
- Кубок Таїланду

Володар (1): 2023-24
Фіналіст (2): 2017, 2022-23
- Кубок Чемпіонів Таїланду

Володар (1): 2023